# 针叶韭
针叶韭（学名：Allium aciphyllum）为葱科葱属的植物，是中国的特有植物。分布在中国大陆的四川省等地，生长于海拔2,000米至2,100米的地区，常生长在岩坡上，目前尚未由人工引种栽培。

## 异名
- Allium aciphyllum J. M. Xu var. zhegushanense J. M. Xu